# 假海馬齒
假海马齿（学名：Trianthema portulacastrum），为番杏科假海马齿属下的一个种。
其特徵為一年生或多年生草本植物，莖多分枝，葉對生，橢圓形至倒卵型。花被五枚，帶淡粉紅色的白色，花徑可達8mm，蒴果成筒狀，蓋裂。